# Ритуальная чистота в иудаизме
Ритуа́льная чистота́ в иудаи́зме (ивр. טהרה‎, техора) — статус предметов или человека, необходимый для того, чтобы эти предметы или человек могли участвовать в храмовом богослужении и в исполнении некоторых других заповедей. Противоположное состояние называется тума (טומאה‎ — «нечистота»).
Законы ритуальной чистоты имели огромное значение в эпоху Первого и Второго храмов. Им посвящён отдельный раздел Мишны — «Техарот». Основными источниками, сообщавшими нечистоту, были: трупы человека и животных; лица, страдавшие определёнными заболеваниями; женщины во время менструации и после родов. Носители нечистоты могли передавать её другим людям, предметам, продуктам питания; от них нечистота могла передаваться дальше. Основным способом достижения чистоты было ритуальное омовение. Эти способы осквернения и очищения находят параллели в других религиях.
В современном талмудическом иудаизме институт ритуальной чистоты практически исчез, оставив следы только в ритуальном омовении женщин после окончания менструации и в воздержании коэнов от прикосновения к умершим, посещения кладбищ.

## Понятие нечистоты в Библии
Понятие «тума» в Библии происходит от глагола טמא (тамэ) «оскверниться», «стать нечистым». Его значение гораздо шире понятия ритуальной нечистоты и различается в зависимости от контекста. Он употребляется в значении:
- Нежелательной половой связи: «Иаков слышал, что [сын Емморов] обесчестил Дину, дочь его» (Быт. 34:5); «Если изменит кому жена, и нарушит верность к нему, и переспит кто с ней и излиет семя, и это будет скрыто от глаз мужа ее, и она осквернится тайно» (Чис. 5:12, 13); «Не может первый ее муж, отпустивший ее, опять взять её себе в жену, после того как она осквернена» (Втор. 24:4, в этом случае упомянутое «осквернение» само по себе нарушением не является)
- Использования магии: «Не обращайтесь к вызывающим мёртвых, и к волшебникам не ходите, и не доводите себя до осквернения от них» (Лев. 19:31)
- Идолопоклонства: «Я обращу лице Моё на человека того и истреблю его из народа его за то, что он дал из детей своих Молоху, чтоб осквернить святилище Моё» (Лев. 20:3)
- Убийства, а также оставления убийцы без наказания: «Кровь оскверняет землю, и земля не иначе очищается от пролитой на ней крови, как кровью пролившего её. Не должно осквернять землю, на которой вы живёте» (Чис. 35:33, 34)
- Оставления казнённого без погребения: «Тело его не должно ночевать на дереве, но погреби его в тот же день, ибо проклят пред Богом [всякий] повешенный [на дереве], и не оскверняй земли твоей, которую Господь Бог твой даёт тебе в удел» (Втор. 21:23)
- Вообще без конкретного значения: «Оскверняли себя делами своими» (Пс. 105:39)

Таким образом, только из контекста можно определить, относится случай к законам о ритуальной нечистоте или понятие об осквернении употребляется фигурально. Поэтому институт ритуальной чистоты базируется не только на тексте Библии, но опирается на традицию и может допускать различные толкования. Так, Малбим относил к нему законы кашрута.